# Comuna Postiine, Kostopil
Postiine (în ucraineană Постійне) este o comună în raionul Kostopil, regiunea Rivne, Ucraina, formată din satele Hannivka, Perelîseanka și Postiine (reședința).

## Demografie
Componența lingvistică a comunei Postiine
     Ucraineană (99,67%)
     Alte limbi (0,33%)
Conform recensământului din 2001, majoritatea populației comunei Postiine era vorbitoare de ucraineană (99,67%), existând în minoritate și vorbitori de alte limbi.